# Frans van der Gun
Franciscus Gerardus (Frans) van der Gun (ur. 24 listopada 1918 w Hagestein, zm. 16 listopada 2001 w Utrechcie) – holenderski polityk i związkowiec, poseł do Tweede Kamer, od 1979 do 1982 poseł do Parlamentu Europejskiego I kadencji.

## Życiorys
Po II wojnie światowej był członkiem związku zawodowego Nederlands Katholiek Vakverbond, od 1954 na stanowisku sekretarza generalnego. Zaangażował się w działalność polityczną w ramach Katolickiej Partii Ludowej (m.in. jako jej wiceprezes), a następnie Apelu Chrześcijańsko-Demokratycznego. W ugrupowaniach zajmował się m.in. kwestiami mieszkalnictwa i płac, wchodząc w konflikty z ich mniej radykalnymi skrzydłami. Od 1950 do 1971 zasiadał w radzie prowincji Utrecht, zaś od 1970 do 1971 także w radzie gminy Hagestein. W latach 1971–1979 reprezentował CDA w niższej izbie holenderskiego parlamentu. Od 1973 do 1974 był sekretarzem stanu w ministerstwie obrony (z funkcji zrezygnował z przyczyn zdrowotnych). W 1979 wybrano go posłem do Parlamentu Europejskiego. Przystąpił do Europejskiej Partii Ludowej, należał do Komisji ds. Stosunków Gospodarczych z Zagranicą. Z mandatu zrezygnował z dniem 31 grudnia 1981.